# Датчик теплового потока

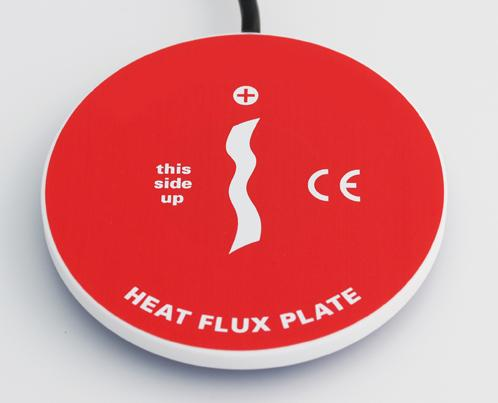
Типичная пластина теплового потока, HFP01. Этот датчик обычно используется для измерения теплового сопротивления теплового потока на строительных оболочках (стенах, крышах). Также этот тип датчика можно выкопать для измерения теплового потока почвы. Диаметр 80 мм

Датчик теплового потока (англ. Heat Flux Sensor, нем. Wärmeflußsensor) — обычно используемое название для датчика, выдающего сигнал пропорциональный тепловому потоку через площадь датчика.

## Применение
Датчики потока тепла могут быть использованы для целого ряда приложений. Одной из наиболее перспективных областей их применения является исследование качества термоизоляции зданий, а также теплоизоляционных свойств текстиля путём измерения коэффициента теплопередачи изучаемого объекта. Кроме того, возможные области применения включают в себя измерение скорости потока жидкости и газа, определение температуры неинвазивными методами, а также измерение мощности лазерного излучения.

### Применения в строительной физике
Ежедневно огромное количество энергии расходуется на отопление и охлаждение зданий, большая часть которых обладает достаточно низкой теплоизоляцией, зачастую не соответствующей современным стандартам. В связи с этим, одним из важнейших применений датчиков потока тепла является контроль за качеством теплоизоляции зданий путём измерения коэффициента теплопередачи.
Действительно, согласно закону теплопередачи плотность потока тепла сквозь поверхность, например стены здания, прямо пропорционален разности температур на внешней и внутренней поверхности объекта (стены). Данный коэффициент пропорциональности называется коэффициентом теплопередачи, или U-фактором. В таком случае, отношение плотности потока тепла, измеренного при помощи датчика потока тепла, к разности температур позволяет определить искомый параметр – коэффициент теплопередачи: чем он меньше, тем лучше изоляция исследуемого объекта (например, стены здания).

### Применения в текстильной промышленности
Величина плотности потока тепла также оказывается важным параметром при разработке одежды для спортсменов и даже пожарных. Действительно, отношение плотности потока тепла, измеряемого при помощи датчика потока тепла согласно описанной выше процедуре, к разности температур на внутренней и внешней поверхности элемента одежды позволяет определить коэффициент теплопередачи материала ткани, что необходимо при разработке жаропрочных комплектов одежды.

## Методы измерения
!Возможно, нарушение правила ВП:ОРИСС!
Метод измерения плотности теплового потока основан на измерении перепада температур на "вспомогательной стенке" (пластинке), устанавливаемой на ограждающей конструкции здания. Этот температурный перепад, пропорциональный направлению теплового потока его плотности, преобразуется в э. д. с. батарей термопар, расположенных во "вспомогательной стенке" параллельно по тепловому потоку и соединенных последовательно по генерируемому сигналу. "Вспомогательная стенка" и батарея термопар образуют преобразователь теплового потока.